# 三好長富
三好 長富（みよし ながとみ）は、江戸時代前期の旗本。

## 生涯
寛永3年（1626年）旗本三好可正の子として徳川家光に謁見するが、その後祖父為三の養嗣子に立てられる。寛永7年（1630年）土井利勝の推薦を得て従五位下備前守に叙任。寛永8年（1631年）祖父が死去したため、翌年その家督を継承。寛文元年（1661年）寛永寺の普請奉行、寛文4年（1664年）新藩主戸田忠昌への富岡城引き渡し、延宝6年（1678年）新藩主青山宗俊への浜松城引き渡しを務める。天和2年（1682年）寄合となる。元禄4年（1691年）隠居して子の長広に家督を譲る。元禄9年（1696年）死去。